# Viercontinentenkampioenschap kunstschaatsen 2018
Het Viercontinentenkampioenschap is een jaarlijks terugkerend evenement in het kunstschaatsen dat georganiseerd wordt door de Internationale Schaatsunie (ISU) voor deelnemers uit landen buiten Europa, namelijk van de vier continenten Afrika, Amerika, Azië en Oceanië.
De editie van 2018 was het twintigste "4CK" dat werd georganiseerd. De wedstrijden vonden plaats van 22 tot en met 27 januari in de Taipei Arena in Taipei, de hoofdstad van Taiwan. Het was de vierde keer dat dit evenement in dit land plaatsvond, in 2011, 2014 en 2016 was Taipei ook gaststad voor deze kampioenschappen. Dit evenement vond zo'n twee weken voor aanvang van het kunstrijden op de Olympische Winterspelen 2018 plaats.
Medailles waren er te verdienen in de traditionele onderdelen: mannen individueel, vrouwen individueel, paarrijden en ijsdansen.
| Programma | Programma           | Programma            | Programma          | Programma           | Programma           | Programma |
| --------- | ------------------- | -------------------- | ------------------ | ------------------- | ------------------- | --------- |
|           | woensdag 24 januari | donderdag 25 januari | vrijdag 26 januari | zaterdag 27 januari | zaterdag 27 januari |           |
| IJsdansen | korte kür           | vrije kür            |                    |                     | Gala                |           |
| Paren     | korte kür           |                      | vrije kür          |                     | Gala                |           |
| Vrouwen   | korte kür           |                      | vrije kür          |                     | Gala                |           |
| Mannen    |                     | korte kür            |                    | vrije kür           | Gala                |           |

## Deelnemende landen
Alle ISU-leden uit Afrika, Amerika, Azië en Oceanië hadden het recht om maximaal drie startplaatsen per categorie in te vullen. Deze regel is afwijkend ten opzichte van de overige ISU kampioenschappen waarbij extra startplaatsen kunnen worden verdiend door de prestaties van de deelnemers in het voorgaande jaar.
Vijftien landen schreven dit jaar deelnemers in voor dit toernooi. Zij vulden het aantal van 78 startplaatsen in. Canada en de Verenigde Staten vulden de maximale mogelijkheid van twaalf startplaatsen in. Ten opzichte van de editie van 2017 schreven de Filipijnen en Zuid-Afrika geen deelnemers in. Mexico, Noord-Korea en Thailand maakten een rentree.
(Tussen haakjes het aantal startplaatsen; respectievelijk: mannen, vrouwen, paren, ijsdansen)
| Canada (3-3-3-3) Verenigde Staten (3-3-3-3) Japan (3-3-2-3) Australië (3-2-1-2) | Zuid-Korea (3-3-1-1) China (3-2-0-2) Hongkong (3-1-0-0) Kazachstan (2-2-0-0) | Taiwan (2-1-0-0) Thailand (1-2-0-0) Maleisië (2-0-0-0) Mexico (1-0-0-0) | Noord-Korea (0-0-1-0) Singapore (0-1-0-0) Oezbekistan (1-0-0-0) |

## Medailleverdeling
Bij de mannen werd Jin Boyang de tweede Chinees die dit kampioenschap op zijn naam schreef na Li Chengjiang in 2001. Voor Jin was dit zijn tweede kampioenschapsmedaille, in 2016 won hij de zilveren medaille. Dit jaar werd de zilveren medaille behaald door de Japanner Shoma Uno, zijn tweede medaille na de bronzen medaille in 2017. De bronzen medaille ging dit jaar naar de Amerikaan Jason Brown die zijn eerste podiumplaats behaalde.
Bij de vrouwen gingen de medailles voor de derde keer naar een en hetzelfde land, voor de derde keer betrof het ook Japan. In 2003 namen Fumie Suguri, Shizuka Arakawa en Yukari Nakano op het erepodium plaats, in 2013 Mao Asada, Akiko Suzuki en Kanako Murakami. Dit jaar namen respectievelijk Kaori Sakamoto, Mai Mihara en Satoko Miyahara, de gouden-, zilveren- en bronzen medaille in ontvangst. Het was voor de twaalfde keer dat dit kampioenschap door een Japanse vrouw werd gewonnen. Debutante Kaori Sakamoto was de achtste in rij. Fumie Suguri (2001, 2003 en 2005), Yukina Ota (2004), Mao Asada (2008, 2010, 2013), Miki Ando (2011), Kanako Murakami (2014), Satoko Miyahara (2016) en Mai Mihara (2017) veroverden de eerdere titels. De zilveren medaille werd door de titelhoudster behaald, voor Mai Mihara was dit ook haar tweede medaille. De bronzen medaille werd door de kampioene van 2016 behaald, voor Satoko Miyahara was dit haar vierde medaille, in 2014 en 2015 won ze beide jaren zilver.
Bij de paren werden Tarah Kayne / Daniel O'Shea het tweede Amerikaanse paar die dit kampioenschap op hun naam schreven, in 2006 gingen Rena Inoue / John Baldwin hun hierin voor. Voor Kayne / O'Shea was het hun tweede medaille, in 2014 behaalden zilver. De zilveren en bronzen medaillewinnaars, respectievelijk het Amerikaanse paar Ashley Cain /Timothy LeDuc en het Noord-Koreaanse paar Ryom Tae-ok / Kim Ju-sik behaalden hun eerste medaille. Noord-Korea was het vierde land dat een medaille behaalde in het kampioenschap bij de paren, bij de eerste negentien edities gingen de medailles enkel naar Canada, China of de Verenigde Staten. De bronzen medaille voor Noord-Korea was tevens de eerste medaille voor dit land die behaalde werd op een ISU-kampioenschap.
Bij het ijsdansen stonden voor het eerst drie paren, die alle drie hun eerste medaille behaalden, uit drie verschillende landen op het erepodium. Waar bij de vorige negentien edities de medailles enkel naar Amerikaanse en Canadese paren gingen, werd er deze editie voor het eerst een medaille namens Japan behaald. Het kampioenspaar Kaitlin Hawayek / Jean-Luc Baker waren het zesde Amerikaanse paar die dit kampioenschap op hun naam schreven. Het Canadese paar Carolane Soucisse / Shane Firus behaalden de zilveren medaille, en de bronzen medaille ging naar de Japanse Kana Muramoto en haar Amerikaanse partner Chris Reed.
| Onderdeel | Goud                             | Zilver                          | Brons                      |
| --------- | -------------------------------- | ------------------------------- | -------------------------- |
| Mannen    | Jin Boyang                       | Shoma Uno                       | Jason Brown                |
| Vrouwen   | Kaori Sakamoto                   | Mai Mihara                      | Satoko Miyahara            |
| Paren     | Tarah Kayne / Daniel O'Shea      | Ashley Cain / Timothy LeDuc     | Ryom Tae-ok / Kim Ju-sik   |
| IJsdansen | Kaitlin Hawayek / Jean-Luc Baker | Carolane Soucisse / Shane Firus | Kana Muramoto / Chris Reed |

## Uitslagen
| #                | naam (deelname)           | land                      | punten | korte kür   | vrije kür   |
| ---------------- | ------------------------- | ------------------------- | ------ | ----------- | ----------- |
| Goud             | Jin Boyang (3)            | Vlag van China            | 300.95 | 110.17 (2)  | 200.78 (1)  |
| Zilver           | Shoma Uno (4)             | Vlag van Japan            | 297.94 | 100.49 (1)  | 197.45 (2)  |
| Brons            | Jason Brown (3)           | Vlag van Verenigde Staten | 269.22 | 089.78 (4)  | 179.44 (3)  |
| 04               | Keiji Tanaka (4)          | Vlag van Japan            | 260.31 | 090.86 (3)  | 169.63 (5)  |
| 05               | Max Aaron (3)             | Vlag van Verenigde Staten | 255.45 | 084.15 (6)  | 171.30 (4)  |
| 06               | Misha Ge (7)              | Vlag van Oezbekistan      | 248.96 | 082.27 (8)  | 166.69 (7)  |
| 07               | Kevin Reynolds (7)        | Vlag van Canada           | 241.50 | 074.65 (13) | 166.85 (6)  |
| 08               | Elladj Balde (3)          | Vlag van Canada           | 238.20 | 075.17 (12) | 163.03 (8)  |
| 09               | Nam Nguyen (4)            | Vlag van Canada           | 237.52 | 084.09 (7)  | 153.43 (10) |
| 10               | Yan Han (5)               | Vlag van China            | 227.93 | 084.74 (5)  | 143.19 (12) |
| 11               | Grant Hochstein (3)       | Vlag van Verenigde Staten | 226.39 | 070.80 (15) | 155.59 (9)  |
| 12               | Takahito Mura (6)         | Vlag van Japan            | 225.41 | 076.66 (10) | 148.75 (11) |
| 13               | Brendan Kerry (8)         | Vlag van Australië        | 219.95 | 079.57 (9)  | 140.38 (14) |
| 14               | Lee June-hyoung (6)       | Vlag van Zuid-Korea       | 211.86 | 069.93 (13) | 141.93 (13) |
| 15               | Denis Ten (7)             | Vlag van Kazachstan       | 210.82 | 075.30 (11) | 135.52 (15) |
| 16               | Julian Zhi Jie Yee (6)    | Vlag van Maleisië         | 197.68 | 068.45 (17) | 129.23 (16) |
| 17               | Chih-I Tsao (5)           | Vlag van Taiwan           | 195.21 | 072.57 (14) | 122.64 (19) |
| 18               | Donovan Carrillo          | Vlag van Mexico           | 185.91 | 059.07 (22) | 126.84 (17) |
| 19               | Zhang He                  | Vlag van China            | 184.82 | 063.62 (19) | 121.20 (20) |
| 20               | An Geon-yeong             | Vlag van Zuid-Korea       | 180.26 | 056.67 (23) | 123.59 (18) |
| 21               | Andrew Dodds (5)          | Vlag van Australië        | 177.81 | 063.69 (18) | 114.12 (23) |
| 22               | Lee Si-hyeong (2)         | Vlag van Zuid-Korea       | 177.07 | 062.65 (20) | 114.42 (22) |
| 23               | Abzal Rakimgaliev (9)     | Vlag van Kazachstan       | 175.58 | 060.77 (21) | 114.82 (21) |
| 24               | Leslie Man Cheuk Ip (3)   | Vlag van Hongkong         | 150.23 | 053.80 (24) | 096.43 (24) |
| Alleen korte kür |                           |                           |        |             |             |
| 25               | Micah Kai Lynette         | Vlag van Thailand         |        | 53.29 (25)  |             |
| 26               | Harrison Jon-Yen Wong (2) | Vlag van Hongkong         |        | 52.78 (26)  |             |
| 27               | Kai Xiang Chew (2)        | Vlag van Maleisië         |        | 50.92 (27)  |             |
| 28               | Mark Webster (6)          | Vlag van Australië        |        | 49.45 (28)  |             |
| 29               | Harry Hau Yin Lee (6)     | Vlag van Hongkong         |        | 43.98 (29)  |             |
| 30               | Micah Tang (2)            | Vlag van Taiwan           |        | 43.05 (30)  |             |

| #      | naam (deelname)             | land                      | punten | korte kür  | vrije kür   |
| ------ | --------------------------- | ------------------------- | ------ | ---------- | ----------- |
| Goud   | Kaori Sakamoto              | Vlag van Japan            | 214.21 | 71.34 (2)  | 142.87 (1)  |
| Zilver | Mai Mihara (2)              | Vlag van Japan            | 210.57 | 69.84 (3)  | 140.73 (2)  |
| Brons  | Satoko Miyahara (4)         | Vlag van Japan            | 207.02 | 71.74 (1)  | 135.28 (3)  |
| 04     | Choi Da-bin (3)             | Vlag van Zuid-Korea       | 190.23 | 62.30 (5)  | 127.93 (4)  |
| 05     | Mariah Bell (2)             | Vlag van Verenigde Staten | 185.84 | 62.90 (4)  | 122.94 (5)  |
| 06     | Kim Ha-nul                  | Vlag van Zuid-Korea       | 173.10 | 61.15 (6)  | 111.95 (8)  |
| 07     | Starr Andrews               | Vlag van Verenigde Staten | 172.65 | 60.61 (7)  | 112.04 (7)  |
| 08     | Alaine Chartrand (5)        | Vlag van Canada           | 172.41 | 59.86 (8)  | 112.55 (6)  |
| 09     | Angela Wang                 | Vlag van Verenigde Staten | 161.04 | 58.97 (9)  | 102.07 (11) |
| 10     | Li Xiangning (2)            | Vlag van China            | 160.40 | 57.01 (10) | 103.39 (10) |
| 11     | Park So-youn (4)            | Vlag van Zuid-Korea       | 159.48 | 53.05 (12) | 106.43 (9)  |
| 12     | Jelizabet Toersynbajeva (2) | Vlag van Kazachstan       | 156.19 | 56.52 (11) | 099.67 (13) |
| 13     | Alicia Pineault             | Vlag van Canada           | 152.81 | 51.53 (14) | 101.28 (12) |
| 14     | Brooklee Han (6)            | Vlag van Australië        | 150.65 | 52.29 (13) | 098.36 (14) |
| 15     | Michelle Long               | Vlag van Canada           | 147.50 | 49.77 (17) | 097.73 (15) |
| 16     | Kailani Craine (4)          | Vlag van Australië        | 141.04 | 50.79 (16) | 090.25 (16) |
| 17     | Zhao Ziquan (4)             | Vlag van China            | 139.01 | 48.78 (18) | 090.23 (17) |
| 18     | Amy Lin (3)                 | Vlag van Taiwan           | 137.40 | 51.14 (15) | 086.26 (18) |
| 19     | Chloe Ing (2)               | Vlag van Singapore        | 129.70 | 45.30 (19) | 084.40 (20) |
| 20     | Aiza Mambekova              | Vlag van Kazachstan       | 121.00 | 36.47 (20) | 084.53 (19) |
| 21     | Joanna So                   | Vlag van Hongkong         | 107.69 | 35.51 (21) | 072.18 (21) |
| 22     | Natalie Sangkagalo          | Vlag van Thailand         | 093.61 | 33.50 (22) | 060.11 (22) |
| 23     | Thita Lamsam                | Vlag van Thailand         | 079.33 | 28.26 (23) | 051.07 (23) |

| #      | naam (deelname)                                    | land                      | punten | korte kür  | vrije kür   |
| ------ | -------------------------------------------------- | ------------------------- | ------ | ---------- | ----------- |
| Goud   | Tarah Kayne (4) Daniel O'Shea (4)                  | Vlag van Verenigde Staten | 194.42 | 65.74 (3)  | 128.68 (1)  |
| Zilver | Ashley Cain (2) Timothy LeDuc (2)                  | Vlag van Verenigde Staten | 190.61 | 66.76 (1)  | 123.85 (2)  |
| Brons  | Ryom Tae-ok (2) Kim Ju-sik (2)                     | Vlag van Noord-Korea      | 184.98 | 65.25 (4)  | 119.73 (3)  |
| 04     | Ljoebov Iljoesjetsjkina (4) Dylan Moscovitch (7)   | Vlag van Canada           | 179.00 | 64.50 (5)  | 114.50 (5)  |
| 05     | Deanna Stellato Nathan Bartholomay (2)             | Vlag van Verenigde Staten | 178.38 | 60.93 (6)  | 117.45 (4)  |
| 06     | Jekaterina Aleksandrovskaja (2) Harley Windsor (2) | Vlag van Australië        | 178.10 | 66.45 (2)  | 111.65 (6)  |
| 07     | Camille Ruest Andrew Wolfe                         | Vlag van Canada           | 159.73 | 54.70 (9)  | 105.03 (7)  |
| 08     | Mia Suzaki (2) Ryuichi Kihara (3)                  | Vlag van Japan            | 157.27 | 56.95 (7)  | 100.32 (8)  |
| 09     | Sydney Kolodziej Maxime Deschamps (2)              | Vlag van Canada           | 153.57 | 56.18 (8)  | 097.39 (9)  |
| 10     | Riku Miura Shoya Ichihashi                         | Vlag van Japan            | 126.19 | 44.25 (10) | 081.94 (10) |
| 0-     | Kim Kyu-eun (2) Alex Kang-chan Kam (2)             | Vlag van Zuid-Korea       |        | t.z.t.     |             |

| #      | naam (deelname)                        | land                      | punten | korte kür  | vrije kür   |
| ------ | -------------------------------------- | ------------------------- | ------ | ---------- | ----------- |
| Goud   | Kaitlin Hawayek (2) Jean-Luc Baker (2) | Vlag van Verenigde Staten | 174.29 | 69.08 (1)  | 105.21 (1)  |
| Zilver | Carolane Soucisse Shane Firus          | Vlag van Canada           | 164.96 | 65.11 (3)  | 099.85 (2)  |
| Brons  | Kana Muramoto (3) Chris Reed (6)       | Vlag van Japan            | 163.86 | 65.27 (2)  | 099.59 (3)  |
| 04     | Lorraine McNamara Quinn Carpenter      | Vlag van Verenigde Staten | 160.12 | 62.83 (4)  | 097.29 (4)  |
| 05     | Wang Shiyue (5) Liu Xinyu (5)          | Vlag van China            | 158.21 | 62.36 (5)  | 095.85 (5)  |
| 06     | Rachel Parsons Michael Parsons         | Vlag van Verenigde Staten | 155.30 | 60.18 (6)  | 095.12 (6)  |
| 07     | Yura Min (4) Alexander Gamelin (3)     | Vlag van Zuid-Korea       | 151.38 | 60.11 (7)  | 091.27 (7)  |
| 08     | Sarah Arnold Thomas Williams (3)       | Vlag van Canada           | 140.10 | 52.50 (9)  | 087.60 (8)  |
| 09     | Haley Sales Nikolas Wamsteeker         | Vlag van Canada           | 139.48 | 57.21 (8)  | 082.27 (10) |
| 10     | Misato Komatsubara Timothy Koleto (2)  | Vlag van Japan            | 138.18 | 52.45 (10) | 085.73 (9)  |
| 11     | Rikako Fukase Aru Tateno               | Vlag van Japan            | 124.02 | 47.15 (12) | 076.87 (11) |
| 12     | Song Linshu (2) Sun Zhuoming (2)       | Vlag van China            | 122.53 | 50.34 (11) | 072.19 (12) |
| 13     | Chantelle Kerry Andrew Dodds           | Vlag van Australië        | 115.62 | 45.42 (13) | 070.20 (13) |
| 14     | Matilda Friend (3) William Badaoui (3) | Vlag van Australië        | 092.05 | 33.09 (14) | 058.96 (14) |

1999 · 
2000 · 
2001 · 
2002 · 
2003 · 
2004 · 
2005 · 
2006 ·
2007 ·
2008 ·
2009 ·
2010 ·
2011 ·
2012 ·
2013 ·
2014 ·
2015 ·
2016 ·
2017 ·
2018 ·
2019 ·
2020 ·
2021 ·
2022
EK kunstschaatsen ·
WK kunstschaatsen ·
WK kunstschaatsen junioren ·
Olympische Spelen